# Вулсторп Мејнор
Вулсторп Мејнор (енгл. Woolsthorpe Manor), у близини Грантама (Линколншир, Енглеска), родно је место и место породичне куће Сер Исака Њутна. Научник је овде рођен 25. децембра 1642. године (по јулијанском календару). У то време место је било малопоседничка сеоска фарма, углавном за узгој оваца.
Њутн се из Кембриџа у место вратио 1666. године, када је Кембриџки универзитет затворен због куге. Ту је изводио већину својих познатих експеримената, од којих је најпознатији његов рад на сијалици и оптици. Ово место се такође сматра местом на коме је Њутн, посматрајући јабуку како пада са дрвета, био инспирисан да формулише свој универзални закон гравитације.
Тренутно је засеок у рукама Националног фонда и отворен је за посетиоце током целе године. Представљен је туристима као типична малопоседничка сеоска фарма из 17. века (или томе што је ближе могуће, узимајући у обзир модерни живот, здравље и потребе сигурности те структуралне промене које су направљене на кући од Њутновог времена па до данас).
Нова подручја куће, некад приватна, отворена су за јавност 2003. године, са старинским задњим степеницама (које су некада водиле до поткровља где се чувало сено и складиштило жито; често виђен призор на цртежима из тог периода) поново изграђеним, те старим вртом — који је у ствари ограђена кухиња — потпуно обновљеним. Све је до задњег дела куће рестаурирано.
Једна од бивших грађевина на фарми је опремљена тако да посетиоци могу да доживе физичке појаве из прве руке и врате се на моменте у доба Њутнова времена.

## Село
Вулсторп-бај-Колстерворт (не поистовећивати са Вулсторп-бај-Белвором смештеним такође у Линколнширу) развио се у 17. веку из малог заселка ког је чинило само неколико кућа у мало село са неколико стотина кућа изграђених до дан-данас; већина оригиналне земље — некад у власништву Вулсторп Мејнора — продата је оближњој породици, а од преосталог дела формирано је данашње селце. Вулсторп Мејнор остаје на ивици, окружен — својим већим делом — пољима.

## У популарној култури
- Место се појављује у трећој епизоди америчке научно-документарне телевизијске серије по имену Космос: Просторно-временска одисеја, и то при разговору о развоју планетарног кретања и Њутновом доприносу материји.